# Vaggeryds köping
Denna artikel handlar om den tidigare kommunen Vaggeryds köping. För orten se Vaggeryd, för dagens kommun, se Vaggeryds kommun.
Vaggeryds köping var en tidigare kommun i Jönköpings län. 

## Administrativ historik
Vaggeryds köping bildades 1952 genom en sammanslagning av Byarums landskommun och Bondstorps landskommun. I Byarums landskommun fanns då Vaggeryds municipalsamhälle inrättat  28 juli 1911. 1971 uppgick köpingen i Vaggeryds kommun.
Köpingen hörde till Byarums och Bondstorps församlingar.

## Heraldiskt vapen
Blasonering: I sköld, kluven av guld och grönt, en av sågskuror bildad bjälke av motsatta tinkturer.
Vapnet fastställdes 1952. Kommunens vapen Vaggeryds kommunvapen kom att bli annorlunda.

## Geografi
Vaggeryds köping omfattade den 1 januari 1952 en areal av 330,71 km², varav 313,83 km² land. Efter nymätningar och arealberäkningar färdiga den 1 januari 1957 omfattade köpingen den 1 november 1960 en areal av 328,37 km², varav 310,71 km² land.

### Tätorter i köpingen 1960
I Vaggeryds köping fanns tätorten Vaggeryd, som hade 3 313 invånare den 1 november 1960. Tätortsgraden i köpingen var då 71,5 procent.

## Politik

### Mandatfördelning i Vaggeryds köping 1954–1966
| 4 | 12 | 4 | 5 | 5 |

| 29 |

| 4 | 11 | 4 | 5 | 6 |

| 30 |

| 3 | 13 | 5 | 4 | 5 |

| 29 |

| 3 | 11 | 6 | 4 |  | 5 |

| 29 |